# Max Tobias
Maurice Tobias detto Max (Etterbeek, 9 maggio 1885 – ...) è stato un calciatore belga, di ruolo centrocampista.

## Carriera
Tobias iniziò la carriera nel Racing Club Bruxelles nel 1901, vincendo il campionato.
Nel 1902 passò all'Union Saint-Gilloise, con cui vinse 5 campionati belgi, di cui 4 consecutivi tra il 1904 e il 1907.
Nel 1910 si trasferì in Italia al Milan, dove rimase una sola stagione nella quale realizzò 11 gol in 16 partite disputate indossando la fascia di capitano.
Nel 1911 tornò il patria al Mechelen, dove chiuse la carriera l'anno seguente.
Ha inoltre disputato 7 partite con la Nazionale belga esordendo il 1º maggio 1904 contro la Francia nella prima partita assoluta nella storia del Belgio.

## Palmarès

### Club
- Campionato belga: 6

Racing Club de Bruxelles: 1901-1902
Union Saint-Gilloise: 1903-1904, 1904-1905, 1905-1906, 1906-1907, 1908-1909